# Lutalo Muhammad
Lutalo Muhammad, född den 3 juni 1991 i Stratford, London, är en brittisk taekwondoutövare.
Han tog OS-brons i mellanviktsklassen i samband med de olympiska taekwondo-turneringarna 2012 i London.